# Balašicha
Balašicha (in russo Балашиха?; anche traslitterata come Balašiha, Balašikha, Balashikha, Balashiha) è una cittadina della Russia europea centrale, compresa nell'oblast' di Mosca e situata 20 km a est della capitale, sulle sponde del fiume Pechorka; è stata fino al 2011 capoluogo di un distretto omonimo.
La città venne fondata nel 1830, in seguito allo sviluppo di uno stabilimento tessile impiantato verso la fine del secolo precedente sul territorio delle pomest'ja di Gorenki e Nikol'skoe; lo status di città risale invece al 1939.
Nel 2004, il villaggio di Sovkhoz e il villaggio di Abramtsevo (nel 2004, 4.795 abitanti in totale) sono stati inclusi nel distretto urbano della città.
Nel 2015, il distretto urbano di Zheleznodorozhny è stato annesso a quello di Balashikha. Zheleznodorozhny (nel 2015, 152 mila abitanti) è diventato quindi una parte (un microdistretto) della città di Balashikha.

## Società

### Evoluzione demografica
| Anno | Abitanti |
| ---- | -------- |
| 1923 | 5 300    |
| 1939 | 28 800   |
| 1962 | 64 000   |
| 1973 | 99 000   |
| 1982 | 122 000  |
| 1989 | 135 800  |
| 2005 | 181 500  |
| 2015 | 260 700  |
| 2016 | 450 800  |
| 2024 | 530 311  |

Fonte: mojgorod.ru